# Alessio Arena
Alessio Arena (Napoli, 31 gennaio 1984) è uno scrittore e cantautore italiano.

## Biografia
Alessio Arena vive a Barcellona dal 2008, dove si è laureato in letteratura comparata all'Universidad Autonoma.
Ha pubblicato il suo primo romanzo dopo aver partecipato al festival letterario "Scrittorincittà" di Cuneo nel 2009, dove ha preso parte alla quarta edizione del contest "Esor-dire" vincendo il premio del pubblico. Il libro esce per Manni Editori con il titolo L'infanzia delle cose e vince il Premio letterario "Giuseppe Giusti" opera prima.
In seguito, alcuni suoi racconti sono stati pubblicati su riviste letterarie, fra cui «Linus», «Nazione indiana», «‘Tina», «Nuovi Argomenti». Negli stessi anni inizia a interpretare i suoi primi brani come cantante, partecipando ad album di altri artisti, come La versione dell'acqua (Meridiano Zero) e Canzoni (Magma) che contiene il suo brano L'uomo con la finestra in petto.
Nel 2010 vede la luce il suo primo ep musicale dal titolo Autorretrato de ciudad invisible (autoprodotto), con canzoni in spagnolo e contenente un omaggio a Joan Manuel Serrat, l'interpretazione del suo brano Paraules d'amor.
Lo stesso anno esce il suo secondo romanzo, Il mio cuore è un mandarino acerbo, nella collana "Novevolt" di Zona Editrice curata da Enrico Piscitelli e Alessandro Raveggi.
Per il teatro ha scritto Sciore Arancia presentato al festival "Settembre al Borgo" e prodotto dal Nuovo Teatro Nuovo di Napoli, e i testi in spagnolo Hielo e Árbol (o las manos abiertas de Celidonia Fuentes) prodotti dal Nudo Teatro di Madrid e messi in scena dal regista Ángel Málaga.
Nel 2010, insieme al fratello Giancarlo Arena, cantante del gruppo catalano Puerta 10, ha composto il duo acustico Lacasavacía e ha pubblicato il singolo Pasos de zebra. Partecipa come interprete, insieme con la cantante jazz catalana Judit Neddermann, agli album Tot aquest silenci (Nómada 57) e Tot aquest soroll (Nómada 57), rispettivamente terzo e quarto album della pianista Clara Peya.
Nel 2013 esce il singolo in italiano Tutto quello che so dei satelliti di Urano, finalista al concorso-festival della canzone d'autore "Musicultura", che anticipa il disco Bestiari(o) familiar(e), uscito nel 2014 in due edizioni diverse, contenente canzoni in quattro lingue: spagnolo, catalano, italiano e napoletano.
Nel giugno 2013 Alessio Arena si esibisce all'Arena Sferisterio di Macerata, nelle ultime serate del festival "Musicultura", vincendo il primo premio assoluto e la targa AFI (Associazione Fonografici Italiani) per il miglior progetto discografico.  
Lo stesso anno Arena è anche tra i vincitori del concorso Area Sanremo, la cui giuria è presieduta da Mogol.
Il suo romanzo La letteratura tamil a Napoli arriva secondo al Premio Neri Pozza e lo stesso editore lo pubblica nel 2014. 
Nel febbraio 2016 esceo il suo secondo album: La secreta danza (Temps Record), registrato in presa diretta durante il concerto al Music Hall di Barcellona il 28 gennaio 2016. Il disco viene presentato il 31 marzo all'Auditori Barradas di L'Hospitalet, nell'ambito del Festival Barnasants 2016, e portato in tour anche a Madrid, Praga, Santiago del Cile, Montevideo, Arequipa, Santo Domingo.
Nel 2017, durante un viaggio in Cile, collabora con il cantautore Manuel García, con il quale si esibisce al Telethon di Arica e alla Fiera Pulsar di Santiago. Ha accompagnato la sua esperienza cilena con un documentario dal titolo Atacama. In seguito esce il singolo Diablada, un canto di speranza ispirato a canzoni tradizionali delle popolazioni del nord del Cile, mischiato a suoni della musica urbana napoletana. Questo singolo anticipa l'uscita del suo nuovo disco cantato interamente in italiano.
È traduttore in italiano dei romanzi di Alejandro Palomas Capodanno da mia madre e Un figlio (Premio Letteraria 2017 per la miglior traduzione) - entrambi pubblicati da Neri Pozza -, della biografia di Enrique Vargas e di diversi racconti dello scrittore cubano Reinaldo Arenas.
A ottobre 2018 esce per Fandango Libri il suo romanzo La notte non vuole venire, un romanzo ispirato alla vita della cantante e sciantosa napoletana Gilda Mignonette, attiva nella prima metà del secolo scorso a New York.
In occasione dell'uscita del libro, Arena mette in scena un recital tratto dal suo romanzo, che vede Cristina Donadio nei panni di Gilda. Lo spettacolo debutta al Nuovo Teatro Sanità di Napoli il 6 ottobre.
A maggio 2019 pubblica il nuovo disco  Atacama!, inciso tra Cile, Spagna e Italia. Alla tredicesima edizione del Premio Andrea Parodi dedicato alla world music, con i brani "Los niños que vuelan" estratto da Atacama! e “Ninna noa”, brano di Andrea Parodi rivisitato, si aggiudica quattro targhe: premio al miglior testo, premio della critica, premio artisti in gara, premio miglior interpretazione.
Il romanzo Ninna nanna delle mosche, ambientato in Cile negli anni Venti del secolo scorso, è in libreria da settembre 2021 per Fandango Libri, e nel 2022 si aggiudica il premio Bookciak Legge e il Premio Procida-Isola di Arturo-Elsa Morante.
Sempre per Fandango Libri esce nella primavera 2025 il romanzo Il sesso degli alberi, presentato al Salone internazionale del libro di Torino.

## Opere letterarie
- L'infanzia delle cose, romanzo, Manni, 2009. ISBN 9788862661560
- Il mio cuore è un mandarino acerbo, romanzo, Zona, 2010. ISBN 9788864381299
- La casa girata, racconto, SenzaPatria, 2011. ISBN 9788897006251
- La letteratura tamil a Napoli, romanzo, Neri Pozza, 2014. ISBN 9788854508019
- La notte non vuole venire, romanzo, Fandango, 2018. ISBN 9788860445681; nuova edizione 2025, ISBN 9791256360482
- Ninna nanna delle mosche, romanzo, Fandango, 2021. ISBN 9788860441898
- Il sesso degli alberi, romanzo, Fandango, 2025. ISBN 9791256360413

## Discografia

### Album
- 2014 - Bestiari(o) familiar(e), diMusicaInMusica
- 2016 - La secreta danza, Temps Record
- 2019 - Atacama!, Apogeo Records
- 2022 - Marco Polo, Escenamusic

### EP
- 2010 - Autorretrato de ciudad invisible, autoprodotto (ristampato da diMusicaInMusica, 2012)
- 2013 - Tutto quello che so dei satelliti di Urano, diMusicaInMusica

## Premi e riconoscimenti
- 2009 - Premio Giuseppe Giusti sez. opera prima con il romanzo L'infanzia delle cose
- 2013 - Premio Musicultura e targa AFI (Associazione Fonografici Italiani) per il miglior progetto discografico con l'album Bestiari(o) familiar(e)
- 2014 - Secondo classificato al Premio Neri Pozza con il romanzo La letteratura tamil a Napoli
- 2017 - Premio Letteraria per la miglior traduzione con il romanzo Un figlio di Alejandro Palomas
- 2019 - Premio Andrea Parodi (targhe al miglior testo, premio della critica, premio artisti in gara, premio miglior interpretazione) con i brani Los niños que vuelan e Ninna noa
- 2022 - Premio Bookciak Legge con il romanzo Ninna nanna delle mosche
- 2022 - Premio Procida-Isola di Arturo-Elsa Morante con il romanzo Ninna nanna delle mosche